# LTU International
A LTU International Airlines (acrônimo para Luft Transport-Unternehmen) foi uma companhia aérea charter com sede em Düsseldorf, na Alemanha.
Em março de 2007 a concorrente Air Berlin anunciou a compra da empresa. Em 8 de agosto de 2007, o gabinete cartel (em alemão Bundeskartellamt) permitiu a fusão.